# Sphaerococcus durus
Sphaerococcus durus är en insektsart som beskrevs av De Lotto 1969. Sphaerococcus durus ingår i släktet Sphaerococcus och familjen ullsköldlöss. Inga underarter finns listade i Catalogue of Life.